# Гробниці імператорів династій Мін і Цін

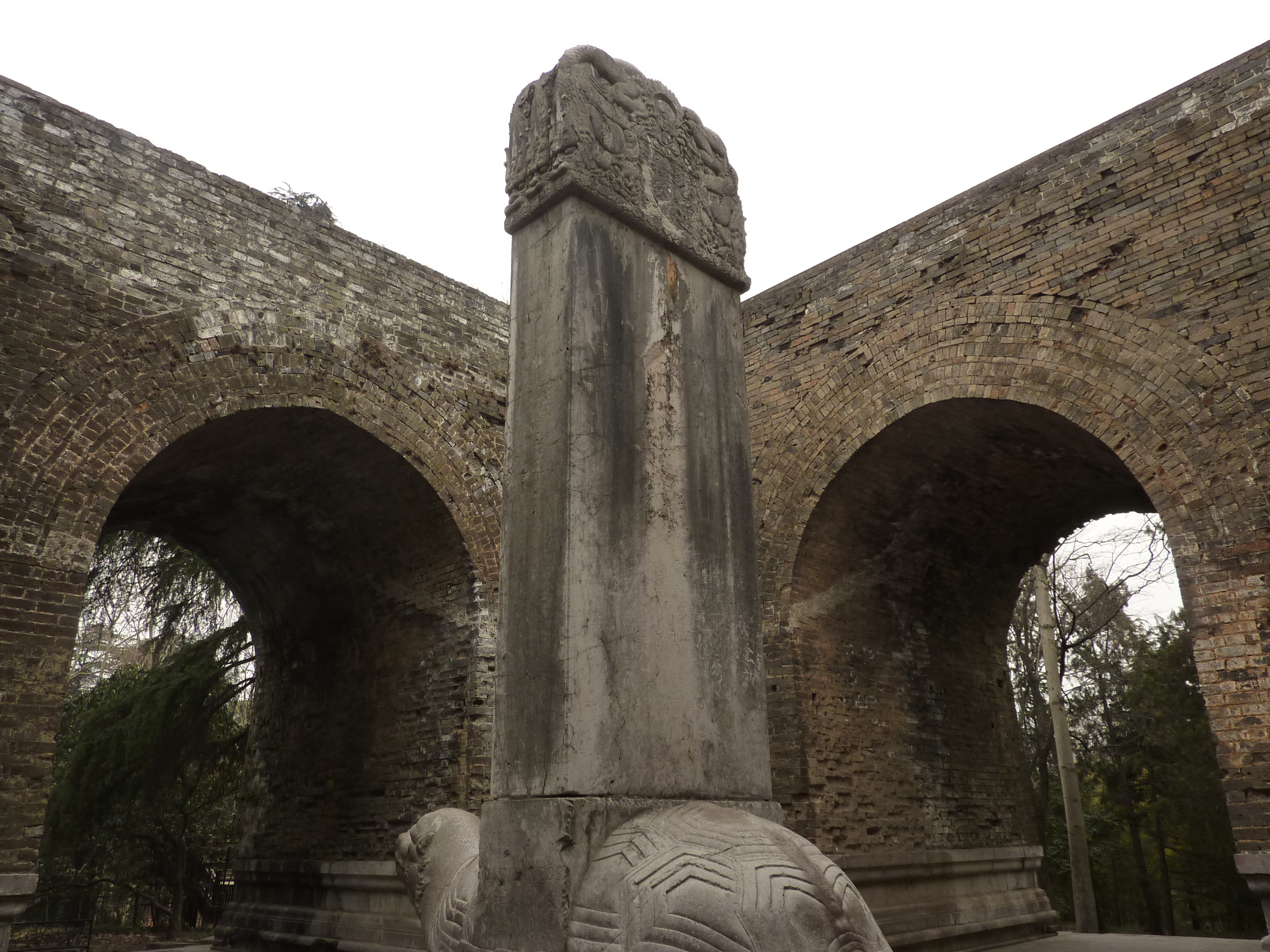
Квадратний павільйон із черепахою-бісі біля входу в мавзолейний комплекс Сяолін у Нанкіні. (Дах не зберігся)

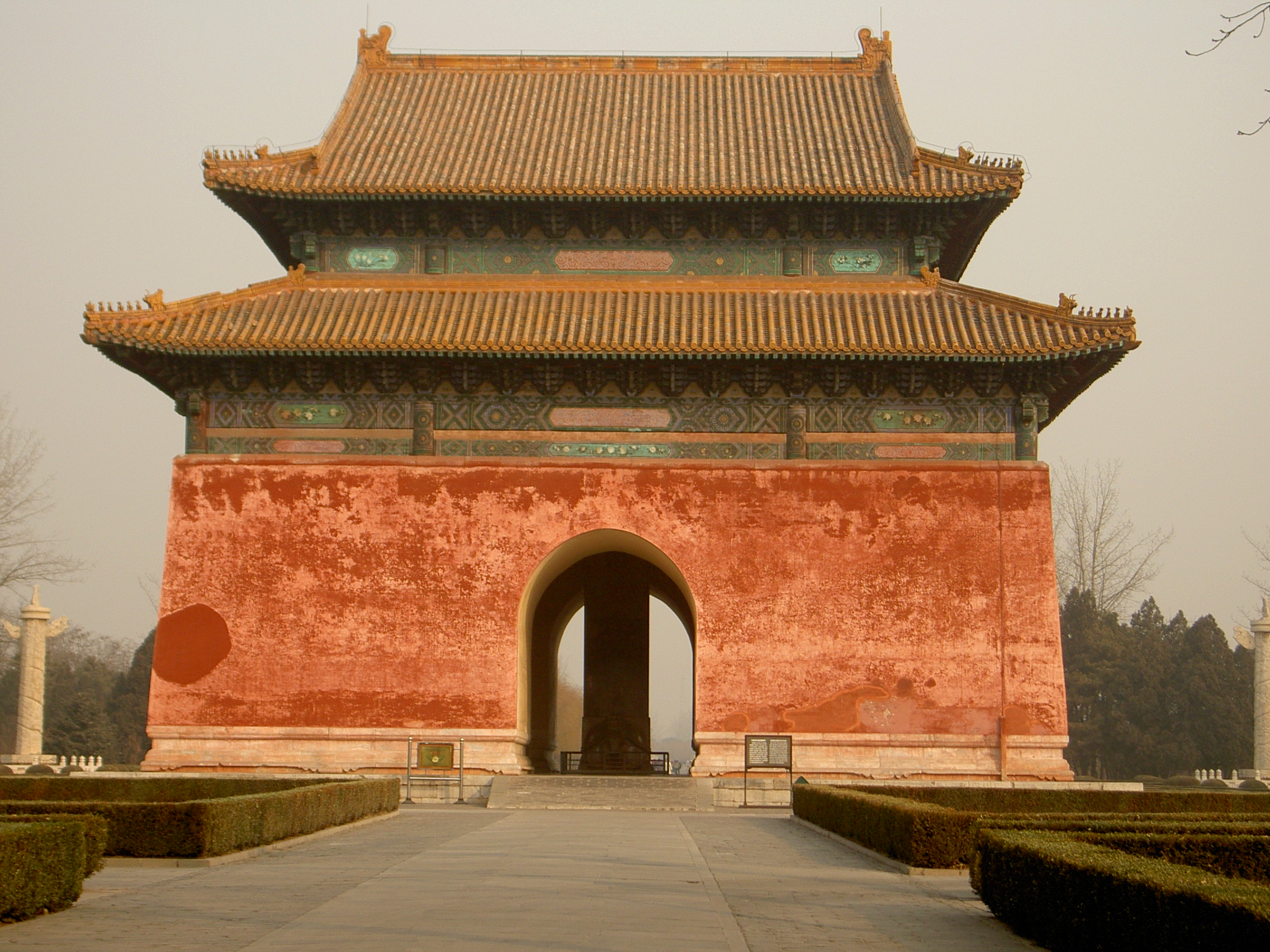
Квадратний павільйон із черепахою-бісі біля входу в поховальний комплекс 13 імператорів Мін під Пекіном

Гробниці імператорів династії Мін і Цін  — пам'ятка Всесвітньої спадщини ЮНЕСКО, що складається з декількох мавзолейних комплексів у різних районах Китаю, де були поховані імператори династій Мін та Цін, у сукупності правили Китаєм понад 500 років (1368—1911).

## Компоненти пам'ятника
Пам'ятник включає такі компоненти.

### Династія Мін
- Мавзолей Сяолін у Нанкіні  — усипальниця засновника династії Чжу Юаньчжана
- Гробниці імператорів династії Мін  — 13 мавзолеїв в загальній огорожі під Пекіном, де поховані імператори династії Мін починаючи з третього, Чжу Ді
- Мавзолей Сяньлін у м. Чжунсян, провінції Хубей  — мавзолей предків Чжу Хоуцуна (1507—1567; правив як імператор Цзяцзін (Чжу Хоуцун) в 1521—1567), які були посмертно прирівняні до імператорів після сходження на трон Чжу Хоуцуна.
- Гробниці ряду діячів, пов'язаних з основою династії, в Нанкіні

Гробниці другого імператора династії Мін, Чжу Юньвеня, не існує, у зв'язку з обставинами його зміщення третім імператором Чжу Ді.

### Династія Цін
- Гробниці Юнлінь і Чжаолінь династії Мін біля Фушунь і Шеньяна в провінції Ляонін. Тут поховані ранні імператори Цін, що правили в Маньчжурії, до завоювання маньчжурами застінного Китаю.
- Два комплекси (східний[en] і західний[en]) мавзолеїв Цін під Пекіном.